# L3enc
Fraunhofer l3enc war die erste öffentlich verfügbare MP3-Encoder. Die Software kann PCM-Dateien (.wav) in das MP3-Format kodieren. Sie wurde im Juli 1994 erstmals veröffentlicht. Es war als ein Kommandozeilen-Werkzeug für MS-DOS, Linux, Solaris, SunOS, NeXTStep und IRIX verfügbar. Es wurde als Shareware vertrieben und war auf 112 kbit/s begrenzt. Eine Lizenz zur unbeschränkten Nutzung (Nutzung von Bitraten bis zu 320 kbit/s) kostete 350 Deutsche Mark.
Seit der Veröffentlichung (9. September 1995) von Fraunhofer WinPlay3, der ersten Echtzeit-MP3-Wiedergabe-Software, war es möglich MP3-Dateien auf PCs zu speichern und wiederzugeben. Für volle Wiedergabequalität (stereo) hätte man als Mindestanforderung einen 486DX2/66-Prozessor benötigt.
Ende 1997 wurde die Weiterentwicklung von l3enc zugunsten von MP3enc eingestellt, welcher den Nachfolger von l3enc darstellt. Er wurde oft als der „MP3-Kodierer mit der besten Qualität“ bezeichnet. Er war für Microsoft Windows, Linux, Solaris, SunOS, IRIX und Alpha verfügbar. Die Weiterentwicklung von MP3enc hörte spät im Jahr 1998 zugunsten eines parallelen Zweiges auf, den FhG seit einiger Zeit entwickelt hatte und der Fastenc hieß. Alle diese Programme werden nicht mehr aktiv vermarktet. Auf der Fraunhofer-Website werden nunmehr ein MP3-Surround-Kodierer und ein MP3HD-Codec und Software-Werkzeuge beworben.